# Rembrandt (Iowa)
Rembrandt és una població dels Estats Units a l'estat d'Iowa. Segons el cens del 2000 tenia 228 habitants.

## Demografia
Segons el cens del 2000, Rembrandt tenia 228 habitants, 96 habitatges, i 59 famílies. La densitat de població era de 440,2 habitants/km².
Dels 96 habitatges en un 32,3% hi vivien nens de menys de 18 anys, en un 54,2% hi vivien parelles casades, en un 4,2% dones solteres, i en un 38,5% no eren unitats familiars. En el 36,5% dels habitatges hi vivien persones soles el 15,6% de les quals corresponia a persones de 65 anys o més que vivien soles. El nombre mitjà de persones vivint en cada habitatge era de 2,38 i el nombre mitjà de persones que vivien en cada família era de 3,17.
Per edats la població es repartia de la següent manera: un 28,5% tenia menys de 18 anys, un 9,6% entre 18 i 24, un 24,6% entre 25 i 44, un 21,5% de 45 a 60 i un 15,8% 65 anys o més.
L'edat mediana era de 37 anys. Per cada 100 dones de 18 o més anys hi havia 94 homes.
La renda mediana per habitatge era de 34.375 $ i la renda mediana per família de 50.417 $. Els homes tenien una renda mediana de 31.500 $ mentre que les dones 17.500 $. La renda per capita de la població era de 17.248 $. Cap de les famílies i el 4% de la població estaven per davall del llindar de pobresa.

## Poblacions més properes
El següent diagrama mostra les poblacions més properes.